# John William Mauchly
John William Mauchly (30 août 1907 – 8 janvier 1980) est un physicien américain qui, avec J. Presper Eckert, a conçu l’ENIAC, longtemps retenu comme étant le premier ordinateur numérique électronique, tout comme l’EDVAC, le BINAC, et l’UNIVAC I, le premier ordinateur fabriqué aux États-Unis. Ensemble, ils ont lancé la première compagnie informatique, la Eckert-Mauchly Computer Corporation (EMCC : Société Informatique Eckert-Mauchly en français) et ont établi les premiers concepts fondamentaux de l’informatique comme le programme enregistré, les sous-programmes et les langages de programmation. Leur travail, exposé dans First Draft of a Report on the EDVAC (1945) et enseigné dans The Moore School Lectures (1946) a influencé l’explosion du développement informatique à la fin des années 1940 dans le monde entier.

## Sa jeunesse et son éducation
Mauchly est né le 30 août 1907 à Cincinnati dans l’Ohio. Il a grandi à Chevy Chase dans le Maryland pendant que son père était physicien à l’institut Carnegie de Washington, D.C. Il a reçu une bourse d’ingénierie de l’État du Maryland, qui lui a permis de s’inscrire à l’université Johns-Hopkins en 1925 en électrotechnique. En 1927, il s’y inscrit directement en doctorat de physique. Il finit son doctorat en 1932 et devient professeur de physique au Collège Ursinus près de Philadelphie, où il enseigne de 1933 à 1941.

## L’école Moore
En 1941, le Dr Mauchly suit un cours d’électronique en temps de guerre à l’école d’ingénierie de Moore qui fait partie de l’université de Pennsylvanie. Il y rencontre J. Presper Eckert, un jeune diplômé de l’école. Mauchly accepte un poste d’enseignement à l’école Moore, qui a été un centre informatique de guerre. Eckert a encouragé Mauchly à penser que les tubes électroniques pourraient être fiabilisés avec des méthodes techniques appropriées. Le problème principal qui était étudié à l’école Moore était la balistique qui consistait à calculer des tables pour un grand nombre d’armes que l’armée des États-Unis développait pour l’effort de guerre.

## Vie privée
C'est lors du mariage de Betty Bartik qu'il rencontre sa future épouse, Kathleen "Kay" Antonelli, qui fait elle aussi partie du groupe des 6 programmeuses de l'ENIAC.